# Zmartwychwstanie (obraz Piera della Francesca)
Zmartwychwstanie – fresk Piera della Francesca ukończony ok. 1465 we wnętrzu ratusza w Sansepolcro jako rodzaj symbolu miasta (Sansepolcro oznacza Święty Grób). Obecnie przechowywany w Museo Civico.

## Opis obrazu
Kompozycja obrazu jest zamknięta w trójkącie. W centrum obrazu znajduje się wychodzący z kamiennego grobu Chrystus odziany w różowe prześcieradło przypominające togę. Zbawiciel trzyma w ręku chorągiew z krzyżem. Jego ciało o doskonale oddanej anatomii jest podobne do greckich posągów. Pociągła twarz z szeroko otwartymi oczami jest wzorowana na bizantyjskich mozaikach. Postać Zbawiciela jest hieratyczna i pełna mocy. Z lewej strony Chrystusa znajduje się bezlistne drzewo, z prawej pokryte liśćmi na znak odradzającej się przyrody. W dolnej części obrazu zostali przedstawieni czterej rzymscy żołnierze śpiący w niewygodnych pozach. Według tradycji drugi żołnierz od lewej to autoportret artysty, głowa oparta na drzewcu sztandaru Chrystusa oddaje jego stosunek do wiary.

## Symbolika
Fresk, uważany przez wielu krytyków za najwybitniejsze dzieło malarskie świata, nasycony jest licznymi symbolami. Marmurowy sarkofag przypomina ołtarz, na którym kapłan odprawia Eucharystię. Nawiązuje on również do nazwy miasteczka Borgo San Sepolcro, w którym malarz się wychował, a które posiada Grób Pański w nazwie i herbie.

Przemiana przyrody zachodząca za plecami Zbawiciela symbolizuje tryumf życia nad śmiercią, odnosi się do odkupienia grzechów i podkreśla główny temat dzieła. Nawet niewielki odłamek marmuru namalowany w prawym dolnym rogu kompozycji ma głębszą wymowę, nawiązuje bowiem do Księgi Psalmów i słów Kamień odrzucony przez budujących stał się kamieniem węgielnym.